# Panic (canción de From Ashes to New)
«Panic» es una canción de la banda estadounidense de nu metal From Ashes to New, lanzado a través de Better Noise Music el 19 de abril de 2020 como el primer sencillo de su tercer álbum de estudio Panic (2020). La canción alcanzó su punto máximo en la lista de Billboard Hard Rock Digital Song Sales en el número 7 en mayo de 2020, y en el 11 en la lista de Billboard Mainstream Rock Songs en 2020.

## Antecedentes
"Panic" fue el primer sencillo del tercer álbum de estudio de From Ashes to New, Panic. La canción se lanzó el 17 de abril de 2020 y acumuló más de 1.5 millones de reproducciones en menos de un mes. La canción cuenta con la misma formación que su álbum anterior, The Future, algo que la banda consideró una ventaja durante la grabación, ya que habían pasado por múltiples y difíciles cambios de formación anteriormente. La banda también volvió a trabajar con el productor musical Colin Brittain en la canción, ya que habían estado contentos de trabajar con él en el álbum anterior en el tema "Nowhere to Run", y trabajaron con el productor Erik Ron, conocido por su trabajo con Godsmack, porque sintieron que ayudaría a la dinámica tranquila-fuerte de la canción.
También se lanzó un video musical para la canción; su producción fue muy difícil debido a que se realizó durante el inicio de la pandemia de COVID-19. Matt Brandyberry, miembro de la banda, lo describió como una "carrera contrarreloj" y una situación similar a la de "El libro de Eli", con miembros del equipo saliendo constantemente para aislarse, y restaurantes y hoteles locales cerrando al público. El video se terminó justo antes del cierre del estado de Nueva York.

## Composición y temas
Metal Injection describió la canción como "una canción sobre cómo lidiar con la ansiedad" que "se convirtió en un himno emocional por lo que todos estamos pasando", en referencia a la pandemia de COVID-19.

## Posicionamiento en lista
| Lista (2020)                                 | Posición |
| -------------------------------------------- | -------- |
| Estados Unidos (Mainstream Rock (Billboard)) | 11       |
| Estados Unidos (Rock Airplay)                | 42       |

## Personal
From Ashes to New
- Danny Case – voz principal
- Matt Brandyberry – voz de rap, teclados, guitarra rítmica, bajo
- Lance Dowdle – guitarra principal, bajo
- Mat Madiro – batería